# Actaea dahurica
Actaea dahurica är en ranunkelväxtart som beskrevs av Porphir Kiril Nicolai Stepanowitsch Turczaninow, Fisch. och C. A. Mey.. Actaea dahurica ingår i släktet trolldruvor, och familjen ranunkelväxter. Inga underarter finns listade i Catalogue of Life.